# Final Fantasy Mystic Quest
Final Fantasy Mystic Quest (укр. «Остання фантазія: Загадкова пригода»), європейська назва Mystic Quest Legend, японська яп.  ファイナル ファンタジー (файнару фантадзі ю есу е місутікку куесуто) — відеогра, розроблена компанією Square та випущена в Північній Америці 5 жовтня 1992 як "спрощена рольова гра, призначена для гравців-початківців ". Mystic Quest багато в чому схожа з іншими іграми серії Final Fantasy, але має кілька суттєвих відмінностей, зумовлених, зокрема, наявністю більшої кількості екшн-елементів. Зміни були викликані прагненням адаптувати традиційно японський жанр для західного споживача.
Гравець управляє молодим героєм на ім'я Бенджамін, який вирушає у подорож з метою врятувати світ. Юнак хоче повернути вкрадені кристали, що керують головними чотирма стихіями.

## Ігровий процес
Так само як і інші частини серії Final Fantasy, Mystic Quest відображає ігровий світ від третьої особи, гравець переміщує головного героя по локаціях, взаємодіє з різними об'єктами та неігровими персонажами. Серед суттєвих відмінностей від номерних ігор — неможливість вільно подорожувати по карті світу, всі локації пов'язані мережею шляхів (доріжок) і лише ними гравець може переміщати фігурку Бенджаміна. Деякі із шляхів спочатку заблоковані (відображаються у вигляді сірої стрілки), стаючи доступними тільки після певних сюжетних подій, наприклад, після перемоги над босом або виконання якогось завдання. Важливе значення в грі мають екшн-елементи: персонаж може стрибати та завдавати ударів зброєю не тільки під час битви, але і в ході дослідження підземель. Сокирою можна зрубати дерева, які перегороджують шлях, бомбами пробити прохід у кам'яній стіні, подолати прірву з допомогою абордажної кішки тощо. Гравцеві належить вирішити безліч головоломок, приміром, в одній з локацій необхідно пересувати крижані колони, щоб по них можна було пройти в інше приміщення. Якщо в попередніх частинах, щоб зберегти прогрес гри, доводилося шукати так звані «точки збереження» (англ. save points), то тут гравець має можливість зберегтися в будь-якому місці.